# 张名振 (唐朝)
张名振（8世纪？—784年），唐朝将领，邠寧節度使李怀光属下左都将。
唐德宗下诏赐李怀光铁券。李怀光奉诏倨傲，张名振到军门大呼：“太尉见贼军不出击，天使来到不去迎接，将要造反吗！且安禄山、史思明二贼，和仆固怀恩，现在都已经族灭，李公想要干什么？是给忠义之士立功的机会吗！”李怀光召见他，说敌军强盛，应该蓄锐等待时机。李怀光引军入咸阳，张名振说：“李公不反，为什么来这里？不急攻朱泚收复京城，把贼军留给谁？”李怀光大怒：“张名振病狂。”派左右将他拉杀。